# SS Flandre
Flandre, más tarde llamado Carla C, Carla Costa y Pallas Athena, fue un transatlántico y crucero que llevó pasajeros en viajes transatlánticos y en cruceros por el mar Caribe y el mar Mediterráneo de 1952 a 1994. Fue operado por la Compagnie Générale Transatlantique (CGT), Costa Cruceros y Epirotiki Line.

## Hundimiento

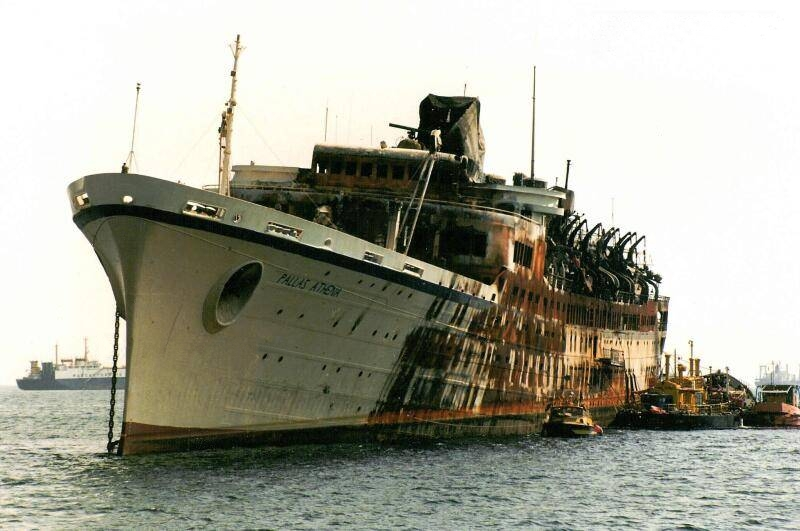
El Pallas Athena después de su incendio en 1994.

El 23 de marzo de 1994, antes de iniciar un viaje de crucero previsto y antes de que llegaran los pasajeros y gran parte de la tripulación, se produjo un incendio a bordo del Pallas Athena en el puerto de El Pireo por causas desconocidas. Los miembros de la tripulación a bordo (compuestos por una pequeña tripulación principal) fueron rescatados ilesos, pero el barco se quemó por completo. Partes de la superestructura se habían derrumbado debido al intenso calor. 
Los restos del naufragio fueron remolcados desde el puerto del Pireo e inicialmente encallados frente a la isla de Atalanti para evitar que se hundiera. Después de que el Palas Atenea volvió a flote, ancló frente a Eleusis. El barco fue declarado pérdida total y vendido como chatarra a Aliağa, Turquía, a donde llegó tirado por remolcadores el 25 de diciembre de 1994.